# 新加坡濱海灣郵輪中心
新加坡濱海灣郵輪中心（英文：Marina Bay Cruise Centre Singapore，縮寫：MBCCS）是位於新加坡濱海南的郵輪碼頭，耗資5億新加坡元於2009年10月動工，於2012年5月22日竣工，由新翔集團有限公司營業。至2013年3月，靠泊於新加坡濱海灣郵輪中心的船次有達75次，當中85%以新加坡濱海灣郵輪中心為郵輪母港，預期旅客達10萬人次。

## 歷史
興建新郵輪碼頭的動機，源於許多郵輪業者在使用現有的新加坡郵輪中心時遇到困難。該中心位於一條狹窄且為死胡同的水道中，場地的地理限制使郵輪在高度與泊位方面受到限制。新碼頭位於濱海南，擁有深水港、大型迴轉水域，且沒有高度限制，能夠停靠目前正在建造的最大型郵輪。
2009年3月18日，新加坡貿易與工業部與新加坡旅遊局公開了郵輪碼頭的設計圖。
2011年7月29日，新翔集团與歐洲郵輪碼頭營運商巴塞隆納港郵輪公司（Creuers Del Port de Barcelona SA）合作，提交了管理和營運濱海灣郵輪中心的投標書。新加坡郵輪中心也參與了此次投標，但最終由新翔集团中標。
一項耗資700萬新元的升級工程於2014年完成。新增第四座乘客登船橋，以加快登船與下船流程。計程車接載區也重新設計，可同時進行多組乘客接送。
2017年，因應郵輪旅遊業的需求增加，又新增了20個報到櫃台，使總數達到120個。
2025年4月11日，宣布郵輪中心將進行一項耗資4,000萬新元的擴建工程，屆時乘客容量將由6,800人提升至11,700人。

## 設計
碼頭長度可達360公尺，吃水深度達11.5公尺，包括60公尺的繫船海豚，總寬度超過120公尺，可停靠總噸位達220,000噸的郵輪。客運大樓的建築佔地為120公尺乘以335公尺，室內面積達28,000平方公尺，並設有一個約32,000平方公尺的停車場與遊覽車停靠區，設計載客量為6,800人。

## 著名停靠

### 航空母舰
- 英國皇家海軍威爾斯親王號航空母艦 (R09)曾在2025年的「高桅行動」（英語：Operation Highmast）中停靠于此[7]。

## 交通

### 地鐵
距離濱海灣郵輪中心最近的地鐵站為濱海南碼頭地鐵站，步行距離約500公尺。即將啟用的濱海南地鐵站未來也將提供服務。這兩座地鐵站將一同服務郵輪中心及其周邊地區。

### 公車
濱海灣郵輪中心設有一處巴士站，目前有400號公車路線停靠。

## 相關參見
- 新加坡郵輪中心
- 啟德郵輪碼頭
- 蛇口郵輪中心